# Magomed-Schapi Kamiljewitsch Suleimanow
Magomed-Schapi Kamiljewitsch Suleimanow (russisch Магомед-Шапи Камильевич Сулейманов; * 16. Dezember 1999 in Machatschkala) ist ein russischer Fußballspieler. Es steht aktuell bei Aris Thessaloniki unter Vertrag.

## Karriere

### Verein
Suleimanow spielte bis 2013 in der Jugend von Anschi Machatschkala, ehe er zum FK Krasnodar wechselte. Im März 2017 debütierte er für die Zweitmannschaft von Krasnodar in der Perwenstwo PFL, als er am 18. Spieltag der Saison 2016/17 gegen den FK Anguscht Nasran in der 61. Minute für Araik Owsepjan eingewechselt wurde. Dies blieb sein einziger Saisoneinsatz für die Zweitmannschaft.
Im Juli 2017 debütierte er für die Profis in der Premjer-Liga, als er am ersten Spieltag der Saison 2017/18 gegen Rubin Kasan in der Nachspielzeit für Ricardo Laborde eingewechselt wurde. Mit der U-19-Mannschaft von Krasnodar nahm er in jener Saison an der UEFA Youth League teil, bei der man in der Zwischenrunden an Real Madrid scheiterte. In der Saison 2017/18 absolvierte er vier Spiele für die Profis in der Premjer-Liga und ein Spiel für die Drittligamannschaft, mit der er in die Perwenstwo FNL aufstieg.
Sein erstes Zweitligaspiel absolvierte er im Juli 2018 gegen den FK Sibir Nowosibirsk. Im August 2018 erzielte er bei einem 1:1-Remis gegen den FK Orenburg sein erstes Tor für die erste Mannschaft in der höchsten Spielklasse. Mit Krasnodar nahm er in der Saison 2018/19 auch an der UEFA Europa League teil. Im Rückspiel des Sechzehntelfinals gegen Bayer 04 Leverkusen, das 1:1 endete, brachte er mit dem Freistoßtreffer zum zwischenzeitlichen 1:0 Krasnodar in die nächste Runde. Auch im Achtelfinalrückspiel gegen den FC Valencia erzielte Suleimanow ein Tor, Krasnodar schied jedoch mit einem Gesamtscore von 3:2 aus.
In der Saison 2018/19 absolvierte er 20 Spiele für die erste Mannschaft in der Premjer-Liga, in denen er acht Tore erzielte. Zudem kam er auf 15 Einsätze für die zweite Mannschaft in der FNL, in denen er drei Tore erzielte. In der Saison 2019/20 absolvierte er 27 Partien in der Premjer-Liga, in denen er viermal traf, ebenso viele Spiele und Tore machte er in der Saison 2020/21. Nach vier Einsätzen zu Beginn der Saison 2021/22 wechselte Suleimanow im September 2021 leihweise in die Türkei zu Giresunspor.
Im August 2022 wurde er für den Rest der Saison 2022/23 an den israelischen Erstligisten Hapoel Be’er Scheva verliehen.

### Nationalmannschaft
Suleimanow spielte im August 2014 erstmals für eine russische Jugendnationalauswahl. Im August 2015 debütierte er gegen Österreich für die U-17-Auswahl. Für diese absolvierte er bis März 2016 neun Spiele, in denen er zwei Tore erzielte.
Im August 2016 kam er gegen Ungarn erstmals im U-18-Team zum Einsatz. Bis April 2017 kam er zu zwölf Einsätzen. Zwischen Oktober und November 2017 spielte er fünf Mal für die U-19-Mannschaft.
Im März 2019 debütierte er gegen Schweden für die U-21-Auswahl. In jenem Spiel, das Russland mit 2:0 gewann, erzielte er auch sein erstes Tor für die U-21.